# Haworthia arachnoidea
Haworthia arachnoidea, és l'espècie tipus del gènere Haworthia, de la família de les asfodelòidies, a la província de Cap Occidental de Sud-àfrica.

## Descripció

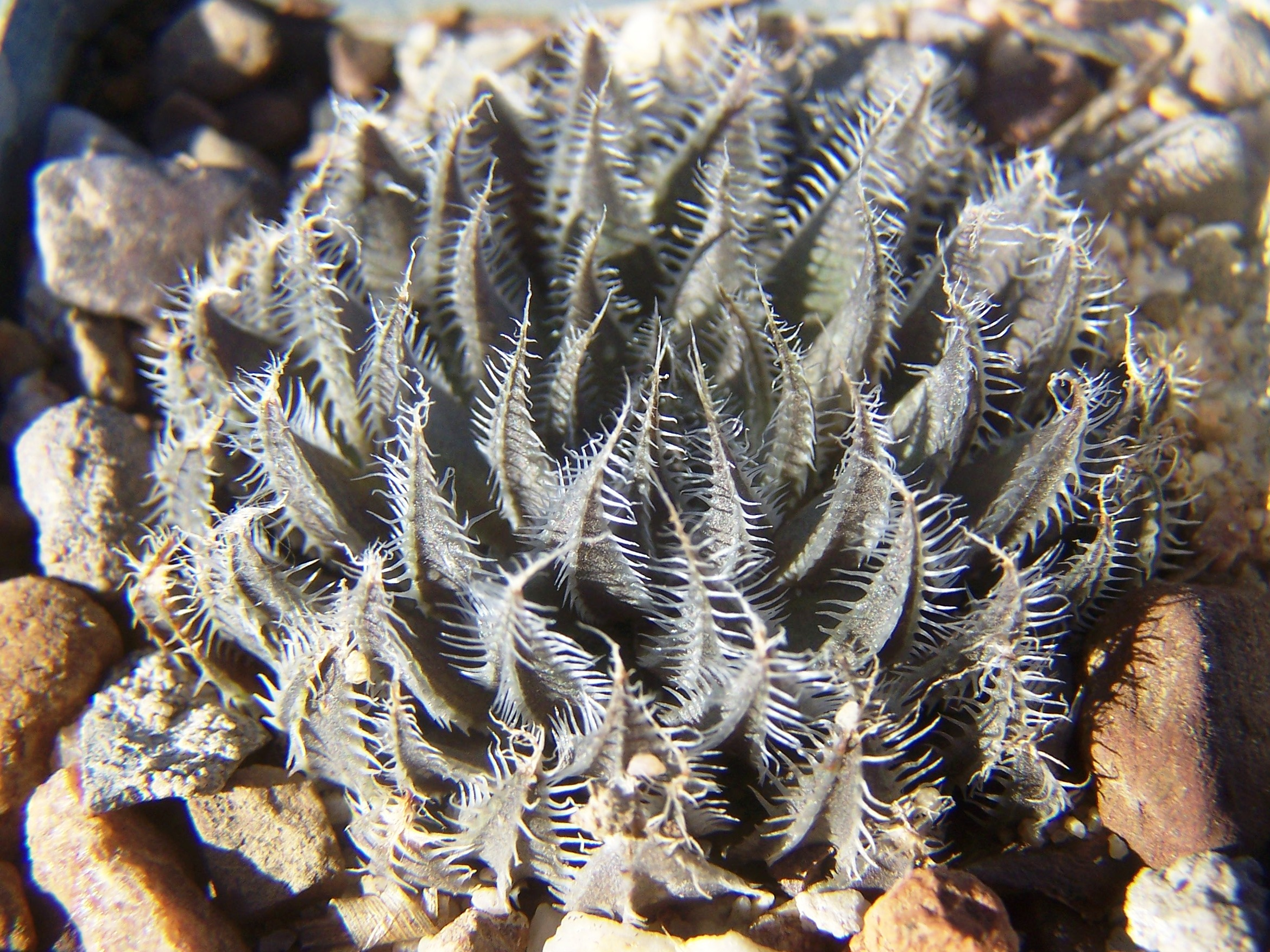
Forma del Tanqua Karoo

És una planta ornamental de fulla persistent, entre 30 a 40 fulles, disposades en forma de roseta, de color verd pàl·lid, no recorbades, proveïda d'una aresta pelúcida llarga, i amb marge dentat. Les rosetes s'assequen i es contrauen als estius àrids.
De vegades es confon amb la generalitzada Haworthia decipiens (decipiens = enganyosa) que es troba al Gran Karoo a l'est. Tanmateix H. decipiens té les fulles més curtes, més planes i més amples; un color més clar; puntes de fulles translúcides; truges més grans i més escasses que es troben principalment només als marges de les fulles; i només una quilla de fulla molt feble.

## Distribució
Aquesta forma més coneguda d'aquesta espècie es troba a la vall del riu Breede, a les àrees de Worcester i Robertson (H. arachnoidea var. Arachnoidea). Altres varietats d'aquesta mateixa espècie es presenten cap al nord fins al Namaqualand (var. Namaquensis), i cap a l'est fins a Port Elizabeth (vars. xiphiophylla, aranea i setata).
Es produeix en una àmplia àrea d'hàbitats i normalment a l'abric de roques protectores i plantes d'ombra. És una espècie molt estesa i extremadament variable, sense cap forma típica. També hi ha una varietat de formes intermèdies entre aquesta espècie i algunes de les seves espècies veïnes.
Existeixen formes intermèdies en la transició entre aquesta espècie i Haworthia decipiens cap a l'est. També amb Haworthia mucronata al sud-est. Molts d'aquests intermedis es tracten com una varietat i reben el nom de Haworthia arachnoidea var. nigricans". Al nord, s'uneix al seu parent, Haworthia nortieri.

## Taxonomia
Haworthia arachnoidea va ser descrita pr (Linné) Duval i publicat a Pl. Succ. Horto Alencon 7, a l'any 1809.
Etimologia
Haworthia: nom en honor del botànic britànic Adrian Hardy Haworth (1767-1833).
arachnoidea: epítet llatí que vol dir "semblant a una teranyina".
Varietats acceptades
- Haworthia arachnoidea var. arachnoidea (varietat tipus)
- Haworthia arachnoidea var. aranea (A.Berger) M.B.Bayer
- Haworthia arachnoidea var. calitzdorpensis (Breuer) Breuer
- Haworthia arachnoidea var. namaquensis M.B.Bayer
- Haworthia arachnoidea var. nigricans (Haw.) M.B.Bayer
- Haworthia arachnoidea var. scabrispina M.B.Bayer
- Haworthia arachnoidea var. setata (Haw.) M.B.Bayer[9]

Sinonímia
- Aloe arachnoidea (L.) Burm.f.
- Aloe pumila var. arachnoidea L.
- Apicra arachnoides (L.) Willd.
- Catevala arachnoidea (L.) Medik.
- Haworthia pallida var. paynei L.Bolus[10]